# Hartmut Naumann
Hartmut Naumann (* 1962 in Döbeln) ist ein deutscher Musiker und Komponist sowie Kirchenmusikdirektor. Er war bis 2024 Professor für Popularmusik und leitete als Prorektor von 2016 bis 2023 die Studiengänge Kirchenmusik Popular an der Evangelischen Pop-Akademie der Hochschule für Kirchenmusik Herford-Witten.
Hartmut Naumann war als Leiter des Fachbereiches „Popularmusik“ in der Nordelbischen Evangelisch-Lutherischen Kirche Initiator der deutschlandweit ersten kirchenmusikalischen Ausbildungen für Popularmusik mit den Abschlüssen als C-Kirchenmusiker 1994 und als B-Kirchenmusiker 2011. Zudem ist er Gründungsmitglied der 2003 etablierten Popularmusik-Konferenz der EKD und war bis 2023 ihr Sprecher.
Hartmut Naumann gehört zu den führenden Vertretern für die Anerkennung von Popularmusik in der evangelischen Kirche und für die professionelle und eigenständige Ausbildung der Popular-Kirchenmusik in Deutschland.

## Leben und Wirken
Hartmut Naumann wuchs als eines von sechs Kindern in einer Pfarrerfamilie in Görlitz auf. Sein Musikstudium an der Jazz-Rock-Pop-Abteilung der Hochschule für Musik Carl Maria von Weber in Dresden schloss er 1993 als Diplom-Musikpädagoge mit den Hauptfächern Gitarre und Gesang ab. Parallel zum Studium war er ab März 1989 als Dozent an der Musikschule „Johann Adam Hiller“ in Görlitz tätig.
Im November 1992 wechselte Hartmut Naumann als Referent für musisch-kulturelle Bildung mit Schwerpunkt Musik ins Nordelbische Jugendpfarramt in Plön in Schleswig-Holstein. Im Rahmen dieser Tätigkeit entwickelte er diverse musikalische und musiktheoretische Kurse für Jugendliche und Erwachsene; darunter das „Gitarrenseminar“, „Pop & Brass“, Kurse für Tonstudiotechnik und Studioaufnahmen, popularmusikalische Fortbildungskurse für klassische Kirchenmusiker sowie Seminare für musikalische Gottesdienstgestaltung. Mit dem „Nordelbischen Chormeeting“ schuf er zudem das Format eines großen zweijährlich stattfindenden Treffens norddeutscher Gospel- und Pop-Chöre.
1994 fand unter Hartmut Naumanns Leitung der bundesweit erste C-Kurs für Popularmusik auf dem Koppelsberg bei Plön statt. Dieser kirchenmusikalische Ausbildungsgang war in Anlehnung an die C-Kurse in der klassischen Kirchenmusik entwickelt worden und ermöglichte mit dem Schwerpunkt Jazz, Rock, Pop erstmalig in Deutschland einen anerkannten Abschluss auf dem Gebiet der Popular-Kirchenmusik. Dem Beispiel dieser C-Ausbildung für Popularmusik folgten seitdem immer mehr Evangelische Landeskirchen mit eigenen C-Ausbildungen. Heute gibt es nahezu in allen Kirchen der EKD ein solches Kursangebot.
Die Gründe für die Etablierung des C-Kurses legte Naumann unter anderem im Vorwort des Infoheftes für den C-Kurs dar:

„Anliegen dieser Ausbildung […] ist es, die Teilnehmenden mit diversen Themen populärer Musik vertraut zu machen, ihnen praktisches Know How und theoretische Kenntnisse zum Sachgebiet zu vermitteln und sie schließlich zu einem gesetzlich anerkannten Abschluss zu führen, der gleichbedeutend mit dem vergleichbaren “klassischen” Abschluss ist. […] nur im Spektrum verschiedener Ausdrucksmöglichkeiten kann die Kirche lebendig sein. Gehen wir also an die Gitarren, Saxophone und Keyboards und machen wir diese Musik! Und versuchen wir, sie gut zu machen.“

2006 wurde der Arbeitsbereich Musik aus dem Nordelbischen Jugendpfarramt ausgegliedert und zu einem eigenständigen „Fachbereich Popularmusik der Nordelbischen Kirche“ mit Sitz in Hamburg umgewandelt, der weiterhin von Hartmut Naumann geleitet wurde. Dieser strukturelle Wandel und der räumliche Umzug trugen deutlich zur Entwicklung der Popularmusik in Nordelbien bei und führten zu einer breiteren Anerkennung von Popularmusik innerhalb der traditionellen Kirchenmusik. Auch künstlerisch trat Hartmut Naumann nun vermehrt öffentlich mit Konzerten, bei Fernsehgottesdiensten und auf Kirchentagen in Erscheinung und wurde einem breiteren Publikum bekannt.
Gemeinsam mit dem Nordkolleg in Rendsburg entwickelte Hartmut Naumann auch eine berufsbegleitende B-Ausbildung für Popularmusik, deren Abschluss mit dem B-Examen für klassische Kirchenmusiker vergleichbar sein sollte. Da die EKD-Rahmenordnung für kirchenmusikalische Studiengänge bis 2016 keine Möglichkeit eines Popularmusik-Studienganges vorsah, beschloss die Landessynode der Nordelbischen Evangelisch-Lutherischen Kirche die B-Prüfungsordnung für ihr Kirchengebiet und brachte damit 2011 den bundesweit ersten B-Kurs für Popularmusik auf den Weg. Die neu geschaffene Popularmusik-Ausbildung mit Berufsabschluss stieß teilweise auf massiven Widerstand bei Kirchenmusikern, welche vor allem die angestrebte Gleichwertigkeit der Abschlüsse ablehnten.
2012 wurde Hartmut Naumann für seine langjährige Arbeit für die Förderung der Popularmusik der Ehrentitel Kirchenmusikdirektor verliehen.
Nachdem die Evangelische Kirche von Westfalen den Weg für ein grundständiges kirchenmusikalisches Pop-Studium frei gemacht hatte, wurde Hartmut Naumann 2016 für den Aufbau und die Leitung der Pop-Studiengänge zum Professor und Prorektor an die Hochschule für Kirchenmusik Herford-Witten berufen. Bis 2023 leitete er in Witten die ersten Bachelor- und Masterstudiengänge für kirchliche Popularmusik an der Evangelischen Pop-Akademie der Hochschule für Kirchenmusik.
Im Januar 2025 beendete Hartmut Naumann die Tätigkeit an der Hochschule und übernahm die Leitung des neuen Popularmusik-Zentrums Hannover (PMZ). In diesem kirchlichen Bildungszentrum sollen musikalische Aus-, Fort- und Weiterbildungen angeboten werden und Musikprojekte entstehen.
Neben seiner Tätigkeit innerhalb der deutschen Kirchenmusik engagiert sich Hartmut Naumann auch für einen internationalen Austausch in diesem Bereich. So unterstützt Naumann seit 2005 die Jeypore Evangelical Lutheran Church (JELC) im indischen Bundesstaat Odisha mit musikalischen Projekten und Instrumentenspenden. Von Herbst 2014 bis Frühjahr 2015 war er gemeinsam mit seiner Frau für ein halbes Jahr in der JELC, leitete Musikworkshops und unterrichtete in unterschiedlichen Orten.

## Veröffentlichungen (Auswahl)
Hartmut Naumann ist Komponist und Textdichter von ca. 120 Liedern und größeren Werken im kirchlichen Kontext sowie Autor mehrerer Fach- und Notenausgaben.

### Notenausgaben und CDs
- Und du hörst mir zu – Lieder und Chansons (Liederheft), Strube Verlag GmbH, München 1992.
- Hasiebenfünfminus (Musik-Kassette), Strube Verlag GmbH, München 1992.
- Ich gehe auf Empfang (CD), Strube Verlag GmbH, München 1999.
- Sind orange, die Wiesen (Musikalisches Bilderbuch mit Peter Bauer), Strube Verlag GmbH, München 2004. (ISBN 3-89912-070-1)
- My Life Is In Your Hands – Songs und Lieder für Gottesdienste und Andachten (CD und Liederbuch), Strube Verlag GmbH, München 2005.
- Guitar Tunes – 14 Stücke für Gitarre (CD und Notenheft), Strube Verlag GmbH, München 2012.
- Music Moves – Eine musikalische Begegnung in Odisha, Indien (DVD), Nordkirche 2012.
- Jesaja – Der lange Weg in die Freiheit, Pop- und Gospel-Oratorium (CD und Notenheft – deutsch/englisch), Strube Verlag GmbH, München 2015.
- Pop & Brass – Poparrangements für Bläserchöre (Notenheft), Strube Verlag GmbH, München 2016.

### Fachbücher und Schriften
- Gesang in Jazz, Rock, Pop - Methodische Hinweise und praktische Übungen, Strube Verlag GmbH, München 2002.
- Get The Groove – Praxisbuch Popularmusik – Unterrichtsmaterial zur C-Ausbildung für Popularmusik, Strube Verlag GmbH, München 2004.
- Gottesdienst feiern mit Popularmusik. Popularmusik – Schwierigkeiten mit einem Begriff, in: Forum Kirchenmusik 5/2013, S. 2–13.
- Brauchen wir ein neues evangelisches Gesangbuch? – Wolkige Aussichten, in: Musik & Kirche 5/2016, S. 308.
- Pop, Rock, Jazz als Kirchenmusik studieren, in: Forum Kirchenmusik 3/2018, S. 16–18